# London och Stadt Hamburg
London, Martells kaffehus och Stadt Hamburg var bordeller som var i verksamhet i Stockholm kring 1838–41. London och Martells kaffehus låg i Gamla stan, Stadt Hamburg låg på Bryggargatan och senare Holländargatan. Enligt samtida uppgifter var de godkända av myndigheterna, de tolererades också av polisen trots att prostitution var olaglig.

## Bakgrund
I Stockholm fanns under 1700-talet inga egentliga bordeller, istället möttes prostituerade och kunder i tillfälliga lokaler, så som på horbaler eller hos någon kopplare. Det fanns dock en hel del kaffehus och krogar där de kvinnliga anställda misstänktes för att vara prostituerade. Dessa kvinnor utsattes för slumpvisa gynekologiska undersökningar av myndigheterna för att förhindra könssjukdomar. En lag om detta infördes år 1812.

## Grundande
För att kontrollera könssjukdomarna godkände myndigheterna år 1838 att bordeller etablerades i Stockholm. Där skulle de prostituerade regelbundet genomgå hälsoundersökningar, och smittan kunde därmed kontrolleras bättre. Detta var ett system kallat reglementerad prostitution, som då användes utomlands. Myndigheterna utfärdade därefter ett tillstånd för att hålla bordell till två kvinnor: Anna Carlström, som öppnade bordellen London, och änkan Maria Martell, som öppnade ett kaffehus på Järntorget. I samtida källor har Martells kaffehus inget särskilt namn, utan kallas bara "Venustemplet vid Järntorget" eller "Martells kaffehus". 
Kaffehuset på Järntorget tvingades stänga efter Crusenstolpska kravallerna 1838. Maria Martell bedrev därefter kaffehusverksamhet på andra ställen i staden.
Stadt Hamburg öppnades 1839 av Thure Arenander , som tidigare hade varit inneboende hos Anna Carlström. Även denna bordell var tolererad av myndigheterna. Det har spekulerats i om Stadt Hamburg var en fortsättning på antingen Anna Carlströms London eller Maria Martells kaffehus. Men när Hamburg öppnades hade fortfarande Anna Carlström sitt London och Maria Martell drev kaffehus på Ladugårdslandet, så de kan inte ha varit exakt samma ställen. Även om det fanns tydliga kopplingar mellan de tre bordellerna. Till exempel hade de delvis samma kvinnor anställda.
Hamburg stängdes 1841, Carlström flyttade från Kråkgränd samma år.

## Verksamhet
Misären på bordellerna var svår. De prostituerade, som var i tjugoårsåldern, hamnade genom anställningsvillkoren i en skuldfälla. De tvingades betala bordellens föreståndare för kläder, smink, för alkoholen de drack med kunderna och för mat och husrum. De hade inte heller namn utan hänvisades till som rumsnummer. Många män från förmögna och mäktiga kretsar sågs regelbundet på bordellerna och de prostituerade tvingades genomgå undersökningar och ofta ta ledigt för att återhämta sin hälsa, vilket ökade deras skuld hos föreståndaren. Misären ska ha varit särskilt svår på Stadt Hamburg.
Under de så kallade crusenstolpska kravallerna 1838 utsattes bordellerna för stenkastning och omlokaliserades. 

## Stängning
Myndigheterna ansåg snart projektet misslyckat och övergav det. År 1841 anmäldes Stadt Hamburg och upplöstes av myndigheterna. London ryktas ha blivit upplöst samma år i fruktan för att utsättas för undersökning. Myndigheterna tillät dock även i fortsättningen vissa krogar att ha "oproportionerligt många uppasserskor", vilket var en eufemism för att dessa krogar fungerade som bordeller.